# Корнфорд, Франсес
Франсес Корнфорд (урожд. Дарвин, англ. Frances Crofts Cornford; 29 марта 1886 — 19 августа 1960) — английская поэтесса. Дочь известного английского ботаника Фрэнсиса Дарвина. Внучка великого английского натуралиста Чарльза Дарвина.

## Происхождение и семья
Дочь известного английского ботаника Фрэнсиса Дарвина и Элен Крофт. Принадлежала к старинному роду Веджвуд-Дарвин. Внучка великого английского натуралиста Чарльза Дарвина.
Франсес вышла замуж за Фрэнсиса Корнфорда, у них было пятеро детей: Кристофер, Клэр, Элен, Хью и Джон (последний впоследствии стал поэтом. Будучи членом коммунистической партии, участвовал в гражданской войне в Испании и погиб 28 декабря 1936 г. в возрасте 21 года).

## Творчество
Почему прячешь руки в перчатки, идя средь полей?

Ты теряешь всё больше и больше… Скажи мне, зачем?

В чём виновна ты, в чём? Нелюбима никем на Земле,

Почему прячешь руки в перчатки, идя средь полей?

А трава так мягка, словно пух на груди голубей,

В сладком трепете тянется неудержимо к тебе…

Почему прячешь руки в перчатки, идя средь полей?

Ты теряешь всё больше и больше… Скажи мне, зачем?
Произведения Франсес Корнфорд отличаются глубоким психологизмом, лиричностью. В стихотворениях наблюдается свободный, мелодичный ритм, необходимо также отметить отсутствие внешне напряжённого сюжета — весь драматизм ситуации во внутреннем мире героев её стихов.

## Переводы
Стихотворения Франсес Корнфорд хорошо известны в Англии. В России эта поэтесса малоизвестна из-за практически полного отсутствия переводов её произведений на русский язык. Однако в последнее время переводы стихотворений всё-таки начали появляться, и у русскоязычного читателя появилась возможность оценить стихотворения Франсес Корнфорд.